# Битва при Винчелси
Битва при Винчелси, известная также как Битва испанцев на море — морское сражение Столетней войны, состоявшееся 29 августа 1350 на юге Англии у города Винчелси. Английский флот под командованием короля Эдуарда III и его сына Эдуарда Чёрного Принца разгромил кастильцев, которыми командовал наёмник Карл де ла Серда. В ходе боя у англичан затонуло как минимум два корабля, от 14 до 26 кастильских кораблей были захвачены. Точные потери кораблей неизвестны до сих пор.

## Описание битвы
Кастилия в годы Столетней войны была союзницей Франции, но при этом очень давно враждовала с Англией. Кастильцы не только отправляли наёмников в помощь французам, но и грабили английские торговые суда (впрочем, англичане отвечали тем же рейдерством).
В августе 1350 года кастильский торговый флот принимал на борт груз из Фландрии, чтобы доставить его на побережье Страны Басков. Торговые суда были хорошо вооружены, также их сопровождал внушительный эскорт. Командовал этими кораблями наёмник Карл де ла Серда, представитель отстранённой от правления королевской фамилии. По пути во Фландрию флот де ла Серды захватил несколько английских торговых кораблей и перебил их экипаж, что было обыденным делом в Средневековье в Атлантике. 
10 августа король Эдуард III в Родерхайте узнал о совершённом кастильцами грабеже и объявил о подготовке ответного удара. Его он запланировал нанести на обратном пути де ла Серды, около Винчелси (южное побережье Англии). 
Король Эдуард со своей супругой Филиппой Геннегау и придворными, а также сыновьями Эдуардом Чёрным Принцем и Джоном Гонтом прибыли на флагманский корабль английского флота, ког «Томас». Женщины были отправлены в убежище, а 28 августа флот был уже у Винчелси, где и остался ждать кастильцев. Численность флота англичан составляла до 50 кораблей, по разным оценкам.
Карл де ла Серда мог избежать конфронтации с англичанами, если бы не пускался в открытое плавание по Ла-Маншу, но он понадеялся на мощь своего флота и даже завербовал в свой личный состав армию арбалетчиков — фламандских наёмников. Днём 29 августа он обнаружил британские корабли близ Винчелси. Король Эдуард находился на палубе со своей свитой и охраной, перед ними выступали менестрели, которые исполняли хвалебную песнь в честь рыцаря Джона Чандоса. Английские дозорные, завидев кастильцев, срочно прокричали о приближении противника. Король со своей свитой тут же выпили за здравие и за успех в бою, протрубил рог о готовности к схватке, и все корабли выстроились в линию.
Как правило, исход средневековых сражений на земле и на море решался не в перестрелках, а в схватках в ближнем бою: англичане пошли на таран кастильских кораблей, а некоторые приготовились к абордажу. Личный ког Эдуарда ринулся на таран противника, но в итоге кастильское судно устояло, а вот английский корабль дал течь и стал тонуть и заваливаться на другое судно. Эдуард со своей свитой ворвался на вражеское судно и перебил его команду, после чего битва продолжилась.
Стрелки Ла Серды выпускали град стрел из своих арбалетов, убивая англичан, а с кораблей кастильцев летели камни и железные ядра, пробивая борты и палубы более лёгких английских судов. Битва шла вплоть до позднего вечера. В самом конце битвы большой английский корабль «Саль дю Руа», на котором плыла свита короля Эдуарда (в том числе и Эдуард Чёрный Принц) и которым командовал фламандский рыцарь Роберт Намурский, был взят на абордаж кастильским судном. Англичане стали взывать о помощи своих соратников, но те или не слышали, или не могли подойти. Однако паж Роберта, Аннекин, ворвался на кастильское судно и обрубил его главную мачту, захватив тем самым корабль. 
Считается, что войсками Эдуарда было взято как минимум 14 кораблей, а собственные потери не установлены — как минимум два корабля затонуло в ходе сражения, хотя иногда утверждается о больших потерях английского флота. Преследовать побеждённых кастильцев англичане не стали, а с басками на год было заключено перемирие.
Битва с испанцами на море является классическим образцом средневекового морского сражения: размеры кораблей были относительно небольшими, на палубе было довольно много людей, а исход схватки решался благодаря захвату кораблей и индивидуальным действиям какого-либо рыцаря или даже его слуги. Наиболее ценным свидетелем сражения стал Жан Фруассар, который был придворным короля Эдуарда и его супруги Филиппы. Он изложил описание схватки в своих «Хрониках».

## В культуре
Битва при Винчелси описана в историческом романе Артура Конан Дойля «Сэр Найджел Лоринг».